# Renée Simonot
Renée Simonot; właściwie Renée-Jeanne Deneuve (ur. 10 września 1911 w Hawrze, zm. 11 lipca 2021 w Paryżu) – francuska aktorka teatralna i dubbingowa. Matka aktorek Catherine Deneuve i Françoise Dorléac. Babcia aktorki Chiary Mastroianni.

## Kariera i życie prywatne
Debiutowała na scenie paryskiego Teatru Odeon w wieku 7 lat, w roku 1918. Na deskach tego teatru występowała przez blisko 30 kolejnych lat. W latach 30. stała się jedną z pierwszych francuskich aktorek specjalizujących się w dubbingu. Podkładała głos: Olivii de Havilland (w większości filmów z jej udziałem), Sylvii Sidney, Judy Garland czy Esther Williams.
Z nieformalnego związku z aktorem Aimé Clariondem (ur. 1894; zm. 1960) miała córkę Danielle (ur. 1936). W 1940 poślubiła aktora Maurice’a Dorléaca (1901-1979) z którym miała trzy córki: Françoise (ur. 1942; zm. 1967 w wypadku samochodowym), Catherine (ur. 1943) i Sylvie (ur. 1946). Po urodzeniu czwartego dziecka ograniczyła swoje aktorskie występy poświęcając się wychowaniu córek. W kolejnych latach udzielała się sporadycznie jedynie w dubbingu. Od 1979 była wdową i mieszkała na stałe w Paryżu. We wrześniu 2011 obchodziła 100. urodziny. Zmarła 11 lipca 2021 w Paryżu, na dwa miesiące przed swoimi sto dziesiątymi urodzinami.